# Anders Holch Povlsen
Anders Holch Povlsen, född 4 november 1972 i Ringkøbing, är en dansk miljardär, som är VD och ensam ägare av klädföretaget Bestseller, som bland annat  inkluderar Vero Moda,  Jack & Jones och Only. Företaget grundades av hans föräldrar, Troels Holch Povlsen och Merete Bech Povlsen 1975.
Anders Holch Povlsen är även den största aktieägaren i det brittiska modeföretaget ASOS, och den näst största ägaren i det tyska modeföretaget Zalando. Han är även en av ägarna av betalningsföretaget Klarna och livsmedelsföretagen Mathem och Nemlig.
Tidningen Forbes listade 2018 Povlsen som världens rikaste dansk.
Han är den näst största privata landägaren i Storbritannien, och den största i Skottland. Han äger bland annat Aldourie Castle vid Loch Ness. Han äger även land i Karpaterna i Rumänien.

## Familj
Holch Povlsen är gift med Anne Storm-Pedersen, och de är bosatta på godset Constantinsborg, väster om Århus. Tre av hans då fyra barn omkom under bombningarna i Sri Lanka under påsken 2019. I mars 2020 fick paret ytterligare två barn.  